# Nye fartgrænser
|  | Denne artikel er oprettet af botten Steenthbot ud fra en ekstern database. Den kan derfor have sproglige fejl eller mangler. Denne skabelon kan fjernes efter kontrol af indholdet. |

Nye fartgrænser er en dansk dokumentarfilm fra 1974 instrueret af Werner Hedman.

## Medvirkende
- Thomas Branner